# Boulevard Gambetta (Tourcoing)
Pour les articles homonymes, voir Boulevard Gambetta.

Le boulevard Gambetta est un boulevard dont le tracé a été décidé en 1872, reliant la ville de Tourcoing à Roubaix sur un axe nord-sud. 

## Situation et accès
Le boulevard Gambetta se prolonge du côté de Roubaix par le Boulevard de la République. Au croisement de la rue des Carliers se trouve la station Carliers du métro de Lille.

## Origine du nom
Il doit son nom à Léon Gambetta (1838-1882).

## Historique
La ville avait prévu en 1872 une dépense de 282 000 F pour aménager le boulevard, qui a nécessité deux ponts, un en-dessous du chemin de fer, et l'autre au-dessus du canal.

## Bâtiments remarquables et lieux de mémoire
L'église du Sacré-Cœur, dont la première pierre avait été posée en 1877, borde le boulevard. Du côté de Tourcoing, au no 80, se trouve le lycée de garçons (le Lycée Gambetta), dont la construction a commencé en 1883.